# Qadbak Investments Ltd.
Qadbak Investments Ltd. es una supuesta sociedad de inversión registrada de las Islas Vírgenes Británicas, que ha servido como vehículo para la compra del club de fútbol inglés Notts County y para el intento de compra de equipo de Fórmula 1 BMW Sauber. 
La primera vez que la empresa apareció en público fue en julio de 2009, cuando compraron el equipo de fútbol Notts County a través de su filial Munto Finance. En septiembre de 2009 se anunció que habían firmado un acuerdo de compra del equipo de Fórmula 1 BMW Sauber, acelerando así el retorno del equipo a la categoría.
Qadbak Investments fue pretendido por numerosas fuentes, incluyendo declaraciones oficiales tanto del Notts County, como de BMW Sauber, y respondían que representaban "los intereses colectivos de determinadas personas de Oriente Medio y Europa basado en las familias". 
En noviembre de 2009, se descubrió que detrás de Qadbak Inverstements no existen esos inversores.
- Datos: Q9065072